# Matvej Petrovitsj Bronstein

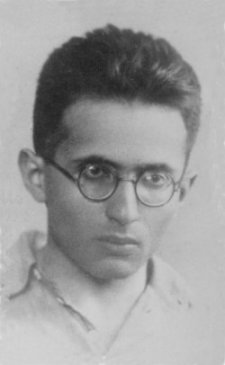
Portretfoto

Matvej Petrovitsj Bronstein (Russisch: Матвей Петрович Бронштейн) (Vinnytsja, 2 december 1906 – Leningrad, 18 februari 1938) was een theoretisch natuurkundige uit de Sovjet-Unie. Hij was een pionier van de kwantumgravitatie maar stierf voortijdig in de terreur van Stalin.

## Levensloop
De artsenzoon Bronstein maakte carrière in de fysica. Door collega's werd hij nog hoger ingeschat dan de briljante Lev Landau, met wie hij samenwerkte.
Bronstein publiceerde over astrofysica, halfgeleiders, kwantumelektrodynamica en kosmologie. Daarnaast schreef hij een aantal populair-wetenschappelijke werken en kinderboeken.
Hij introduceerde het cGh-schema om natuurkundige theorieën te classificeren: "Na het creëren van de relativistische kwantumtheorie zal de opdracht zijn om het volgende deel van ons schema te ontwikkelen, zijnde het verenigen van de kwantumtheorie (met haar constante h), de speciale relativiteit (met constante c) en de zwaartekrachttheorie (met haar G)".
Hij was getrouwd met de dichteres Lidija Tsjoekovskaja, een schrijfster en later activiste die bevriend was met Andrej Sacharov.
In augustus 1937 werd Bronstein tijdens de Grote Zuivering om onduidelijke redenen gearresteerd. Hij verscheen op een lijstproces ("по списку") in februari 1938 en werd ter dood veroordeeld. Het vonnis werd nog dezelfde dag voltrokken in de kelders van de NKVD-gevangenis van Leningrad, waar hij was opgesloten. Zijn vrouw kreeg te horen dat hij tot tien jaar strafkamp was veroordeeld zonder recht op contact.
Bronstein werd in 1957 postuum gerehabiliteerd, waarna zijn boeken opnieuw gepubliceerd werden.

## Eerbetoon
De wereld van de loop-kwantumzwaartekracht heeft de Bronstein Prize in Loop Quantum Gravity ingesteld als eerbetoon aan de man die het veld openbrak.

## Publicaties
- "Quantentheorie schwacher Gravitationsfelder", in: Physikalische Zeitschrift der Sowjetunion, vol. 9, 1936, blz. 140-157
  - "Quantum theory of weak gravitational fields", in: George F. R. Ellis e.a. (reds.), Golden Oldies in General Relativity. Hidden Gems, Springer Verlag, 2013
- Солнечное вещество ("Zonnematerie")
- Лучи X ("X-stralen")
- Изобретатели радио ("Uitvinders van de radio")